# 耶日·格雷什凯维奇
耶日·格雷什凯维奇（波蘭語：Jerzy Greszkiewicz，1950年1月16日—），波兰男子射击运动员。他曾代表波兰参加1976年、1980年和1988年夏季奥林匹克运动会射击比赛，其中1976年奥运会获得一枚铜牌。